# Brezovica, Radovljica
Brezovica je naselje v Občini Radovljica.